# Жаштык-Ак-Алтын
«Жаштык-Ак-Алтын» — футбольный клуб из Кыргызстана, представляющий город Кара-Суу. Чемпион Кыргызстана 2003 года, 7-кратный призёр чемпионатов и 7-кратный финалист Кубков страны.

## История
Клуб основан в 1992 году. Выступал под названиями: «Ак-Алтын» (Кара-Суу) — в 1993—1996 годах (в Высшей лиге — в 1994—1995) и «Жаштык» (Ош) — в 1997 году, но значимых успехов в этот период не добился.
С 1998 года именуется «Жаштык-Ак-Алтын». «Жаштык» в переводе с киргизского языка означает «Юность», а «Ак-Алтын» — «Белое золото» (хлопок).
В своём первом сезоне под новым названием начал выступления в Южной зоне Высшей лиги, где занял 5-е место и не смог отобраться в финальный турнир.
В 1999 году «Жаштык-Ак-Алтын» добился первого серьёзного успеха — завоевал бронзовые медали чемпионата Кыргызстана (разделил их со столичным «Полётом»).
В следующем сезоне он стал 4-м, пропустив вперёд 3 бишкекских команды. Дважды подряд (в 1999 и 2000 годах) тренер карасуйского клуба Владимир Власичев признавался лучшим тренером Кыргызстана.
В начале 2001 года «Жаштык-Ак-Алтын» представлял Кыргызстан в Кубке чемпионов Содружества, так как чемпион и призёры чемпионата отказались от участия.
В 2001 году клуб впервые завоевал серебряные медали (уступив только признанному лидеру тех лет СКА-ПВО), и стал финалистом Кубка Кыргызстана (проиграл 0:1 тому же СКА-ПВО, пропустив решающий гол на последней минуте матча). В 2002 году карасуйцы в точности повторили этот успех.
В 2003 году чемпионат Кыргызстана снова проводился по двухступенчатой формуле. «Жаштык-Ак-Алтын» уверенно выиграл турнир Южной зоны, потерпев единственное поражение от принципиальных соперников из Оша, но разгромив их в домашнем матче (6:0).
В финальном турнире за чемпионский титул клуб не потерпел ни одного поражения. Столичный СКА-ПВО был обыгран на выезде (1:0) благодаря голу Марата Маманова, а в ответном матче в Кара-Суу удалось вырвать ничью (2:2) благодаря двум голам на последних минутах.
В результате «Жаштык-Ак-Алтын» впервые стал чемпионом Кыргызстана, опередив СКА-ПВО на 5 очков. Возглавлял тогда команду тренерский дуэт Байыш Юсупов и Александр Калашников.
В начале 2004 года карасуйцы во второй раз приняли участие в Кубке чемпионов Содружества, где крупно проиграли все 3 матча.
В последующих сезонах «Жаштык-Ак-Алтын» четырежды подряд занимал 3-е место в чемпионате. Пропуская вперёд клубы с севера страны, он оставался сильнейшим среди южных команд.
Только в 2008 году клуб впервые с сезона-2000 выпал из тройки призёров, заняв 6-е место, а в 2009 году разделил 3-е место (матч за бронзовые медали с ошским «Алаем» не состоялся).
Клуб 7 раз выходил в финал Кубка Кыргызстана (2001—2006 и 2008) и все 7 раз уступал (сначала трижды подряд — СКА-ПВО и ещё четырежды — «Дордой-Динамо»), причём 5 финалов были проиграны с одинаковым счётом 0:1.
«Жаштык-Ак-Алтын» стал единственной командой в мире, которая проиграла 6 кубковых финалов подряд. Ранее рекордом владели «УСМ Алжир» и иорданская «Аль-Рамта», уступавшие в 5 финалах подряд.
В начале 2010 года «Жаштык-Ак-Алтын», как и другие команды юга Кыргызстана, отказался от участия в чемпионате из-за политической нестабильности после смены власти в стране.
После того, как ситуация в Кыргызстане стабилизировалась, клуб в городе так и не был возрождён. Однако в 2015 и 2016 годах в Южной зоне Первой лиги выступал ФК «Кара-Суу», а в Кубке Кыргызстана-2018 участвовал воссозданный «Жаштык-Ак-Алтын».
В 2013 выиграла 100 мачей.

## Достижения
- Чемпион Кыргызстана (1 раз): 2003.
- Серебряный призёр чемпионата Кыргызстана (2 раза): 2001, 2002.
- Бронзовый призёр чемпионата Кыргызстана (6 раз): 1999, 2004, 2005, 2006, 2007, 2009.
- Финалист Кубка Кыргызстана (7 раз): 2001, 2002, 2003, 2004, 2005, 2006, 2008.

## Тренеры
- Власичев Владимир Анатольевич (~1999—2001)
- Юсупов Байыш Юсупович (~2003—2004, 2008[6])
- Калашников Александр Павлович (2002—2005, 2007—2008)

## Известные игроки
- Баргыбай уулу Бакыт
- Болдыгин Евгений (лучший бомбардир клуба — 212 голов)[7]
- Исраилов Ильхом
- Маликов Исмаил
- Маматкасымов Рустам
- Маматов Ёдгорбек
- Ражабалиев Нурлан
- Сулайманов Айбек
- Тимофеев Виталий